# Rubus nigakuma
Rubus nigakuma är en rosväxtart som beskrevs av Oka och Naruhashi. Rubus nigakuma ingår i släktet rubusar, och familjen rosväxter. Inga underarter finns listade i Catalogue of Life.